# Niza-Alassio
La Niza-Alassio fue una carrera ciclista de un día que se disputó entre 1979 y 1997.
El recorrido de la carrera tuvo varios cambios y nombres en función de su recorrido. Entre 1979 a 1989 la carrera se disputaba entre Niza (Francia) y Alassio (Italia), denominándose de esta manera como Niza-Alassio. Entre 1993 a 1996 se disputaba entre Monte Carlo (Mónaco) y Alassio, denominándose así mismo como Monte Carlo-Alassio y su última edición simplemente se llamó como Alassio Cup.
La carrera se realizaba el mes de febrero y se utilizaba como carrera de preparación para la Milán-San Remo recorriendo poblaciones entre la Región de Liguria en Italia y Niza en Francia y posteriormente Monte Carlo en Mónaco en donde el clima ha sido favorable para viajar en esa época del año. Así mismo ha sido una de las pocas carreras de ciclismo italo-francesas realizada con alguna regularidad como lo fue la Génova-Niza.

## Palmarés
| Año                                                   | Ganador                | Segundo                 | Tercero             |
| ----------------------------------------------------- | ---------------------- | ----------------------- | ------------------- |
| Niza-Alassio                                          |                        |                         |                     |
| 1979                                                  | Jean-François Pescheux | Christian Muselet       | Jacques Esclassan   |
| 1980                                                  | Francesco Moser        | Guy Sibille             | Gregor Braun        |
| 1981                                                  | Bruno Wolfer           | Giuseppe Passuello      | Wladimiro Panizza   |
| 1982                                                  | René Bittinger         | Pascal Guyot            | Urs Freuler         |
| 1983                                                  | Éric Dall'Armelina     | Gilbert Duclos-Lassalle | Yvon Bertin         |
| 1984                                                  | Stephen Roche          | Robert Millar           | Jacques Bossis      |
| 1985                                                  | Pierino Gavazzi        | Sean Yates              | Ad Wijnands         |
| 1986                                                  | Giovanni Mantovani     | Patrick Serra           | Ad Wijnands         |
| 1987                                                  | Giuseppe Calcaterra    | Patrick Serra           | Benny Van Brabant   |
| 1989                                                  | Wim van Eynde          | Marco Vitali            | Stefano della Santa |
| 1990-1992 ediciones no realizadas Monte Carlo-Alassio |                        |                         |                     |
| 1993                                                  | Gianluca Bortolami     | Michele Coppolillo      | Heinrich Trumheller |
| 1994                                                  | Adriano Baffi          | Stefano Zanini          | Phil Anderson       |
| 1995                                                  | Mario Cipollini        | Stefano Zanini          | Fabrizio Bontempi   |
| 1996                                                  | Filippo Casagrande     | Gianluca Bortolami      | Angelo Canzonieri   |
| Alassio Cup                                           |                        |                         |                     |
| 1997                                                  | Gabriele Balducci      | Elio Aggiano            | Biagio Conte        |

## Palmarés por países
| País    | Victorias |
| ------- | --------- |
| Italia  | 9         |
| Francia | 3         |
| Suiza   | 1         |
| Irlanda | 1         |
| Bélgica | 1         |